# 周鼎 (1927年)
周鼎（1927年11月？日—2019年7月25日），江苏阜宁人，首任新华通讯社澳门分社社长。

## 生平
1927年，出生。
1944年，参加革命。
1945年，任干安县税务局局长。
1946年，入党。
1949年，任广东省珠江区征粮队副队长。
1950年，任广东省茂名县副县长。
1953年，任广东省开平县副书记。
1954年，任广州市河南区区委副书记。
1957年，任广州市轻工局副局长兼党委书记。
1968年，下放“五七干校”。
1971年，任广东拖拉机厂党委书记、革委会主任。
1973年，任广州市机电工业局革委会主任。
1974年，任广州市革委会工业交通办公室党委副书记。
1975年，任广州市革委会副主任。
1979年，任广东省国防工办党委副书记。
1981年，任深圳市委副书记、副市长。
1987年，任澳门南光公司副总经理。
1987年，任新华社澳门分社社长。
2004年，退休。
2019年，去世。